# Carex atrivaginata
Espèce
Classification phylogénétique
Carex atrivaginata est une espèce de plantes du genre Carex et de la famille des Cyperaceae.